# Distretto di Zabzugu
Il distretto di Zabzugu (ufficialmente Zabzugu District, in inglese) è un distretto della regione Settentrionale del Ghana.